# Еміліо де Кавальєрі
Еміліо де Кавальєрі (італ. Emilio de' Cavalieri; 1550 — 1602) — італійський композитор, представник римської школи.
Кавальєрі належав до групи музичних діячів XVI століття (Галілеї, Каччіні, Пері), які прагнули воскресити давньогрецьку драматичну музику і дати перевагу гомофонічній музиці над поліфонічною. Кавальєрі одним з перших звернув увагу на самостійність інструментального акомпанементу з basso continuo. Серед його творів виділяється духовно-алегоричний драматичний твір «Уявлення про душу і тіло» (італ. La Rappresentazione di anima е di corpo; 1600). Діяльність Кавальєрі була зосереджена в Римі і Флоренції.